# Hylopezus fulviventris
Hylopezus fulviventris е вид птица от семейство Grallariidae.

## Разпространение
Видът е разпространен в Еквадор, Колумбия и Перу.